# 4 Dywizja Piechoty (II RP)
4 Dywizja Piechoty (4 DP) – wielka jednostka piechoty Wojska Polskiego II RP.
16 kwietnia 1919 na froncie w Galicji została sformowana 4 Dywizja Piechoty. Dowództwo dywizji utworzono ze sztabu Grupy Operacyjnej gen. Franciszka Aleksandrowicza.
W okresie walk o granice walczyła na froncie polsko-ukraińskim, w wojnie polsko-bolszewickiej i w konflikcie polsko-litewskim.
Po wojnie, w listopadzie 1921 zakończono reorganizację armii polskiej. 10, 18 i 37 pułki piechoty wyłączono ze składu 4 DP i przeniesiono do nowej 26 Dywizji Piechoty. Dawny sztab 4 Dywizji przemianowano na sztab 26 DP.
W skład „nowej” 4 Dywizji Piechoty weszły: 14, 63 i 67 pułki piechoty oraz 4 pułk artylerii polowej.
Sztab sformowano od nowa. Nowa dywizja rozlokowała się na Kujawach i ziemi chełmińskiej.
Dowództwo 4 DP stacjonowało w Toruniu.
W czasie kampanii wrześniowej dywizja walczyła w składzie Armii „Pomorze”. Biła się nad Osą i pod Mełnem. Po przejściu na lewy brzeg Wisły, wzięła udział w bitwie nad Bzurą zdobywając Bielawy i Jamno, a następnie broniła się pod Łowiczem.

## Formowanie
Dywizja sformowana została 16 kwietnia 1919 na froncie w Galicji. Dowództwo dywizji utworzono ze sztabu Grupy Operacyjnej gen. Franciszka Aleksandrowicza. Szefem sztabu został mjr Włodzimierz Tyszkiewicz, dowódcą piechoty dywizyjnej gen. Franciszek Kraliczek-Krajowski, a dowódcą artylerii płk Adolf Engel.
W skład dywizji weszły początkowo trzy pułki piechoty: 14, 18 i 37; trzy pułki artylerii: 3, 2 (11?) pułk artylerii polowej i 2 pułk artylerii ciężkie tworzące IV Brygadę Artylerii; jazdę dywizyjną stanowiły: szwadron 6 pułku ułanów, szwadron 9 pułku ułanów, szwadron dragonów i szwadron 8 pułku ułanów.
Oddziały dywizji skoncentrowały się w rejonie Sądowej Wiszni. W większości były to jednostki utworzone z dawnych galicyjskich pułków austriackich o przewadze żołnierzy narodowości polskiej.
Organizację dywizji zakończono w maju 1919. 7 maja dywizja, jeszcze jako trzy pułkowa, liczyła 4244 bagnety i 77 karabinów maszynowych.
13 maja dywizja ześrodkowała się ona w rejonie Mościsk i Chorośnicy przez Krystowicze – Rustweczko – Siedliska do Stanisławczyka. Jej stan osobowy wynosił 7162 żołnierzy piechoty i artylerii oraz 807 żołnierzy kawalerii. Uzbrojenie stanowiło 108 karabinów maszynowych i 24 działa oraz trzy przydzielone pociągi pancerne: „Gromobój”, „Kaniów” i „Odsiecz”. W takiej strukturze organizacyjnej wzięła ona udział w wojnie polsko-ukraińskiej.
27 lipca dywizja odeszła ze składu Frontu Galicyjskiego na Front Wołyński.
W tym czasie nastąpiła reorganizacja z systemu trzypułkowego na dwubrygadowy. Do składu dywizji włączono 10 pułk piechoty z Grupy Operacyjnej płk. Władysława Sikorskiego. Utworzono VII i VIII Brygadę Piechoty.
Organizacja dywizji przedstawiała się następująco:
- dowództwo 4 Dywizji Piechoty
- VII Brygada Piechoty
- VIII Brygada Piechoty
- IV Brygada Artylerii

Taka organizacja obowiązywała przez całą wojnę polsko-bolszewicką aż do momentu przejścia dywizji na stopę pokojową w 1921 i reorganizacji jej na dywizję trzypułkową.
| Obsada personalna dowództwa dywizji we wrześniu 1920 | Obsada personalna dowództwa dywizji we wrześniu 1920 |
| Stanowisko                                           | Stopień, imię i nazwisko                             |
| ---------------------------------------------------- | ---------------------------------------------------- |
| Dowódca pułku                                        | płk Ferdynand Zarzycki                               |
| Szef sztabu                                          | mjr szt. gen. Juliusz Drapella (do 6IX)              |
| Szef sztabu                                          | płk Zagórski?                                        |
| Szef sztabu                                          | mjr Karol Płoszajski (od 20 IX)                      |
| Referent organizacyjny                               | ppor. Witold Weber                                   |
| Referent informacyjny                                | ppor. Władysław Czerny-Karaś                         |
| Referent operacyjny                                  | por. ad. szt. Walerian Skwirzyński                   |
| Oficer operacyjny                                    | por. ad. szt. Jan Apoznański                         |
| Oficer gazowy (oficer ordynansowy)                   | ppor. Czesław Lejko                                  |
| Referent materialny                                  | por. Tadeusz Krzanowski                              |
| Referent zdobyczy wojennej i jeńców                  | por. Stanisław Kawczak                               |
| Referent uzbrojenia                                  | por. Antoni Kucharski                                |
| Referent personalny                                  | por. ad. szt. Apolinary Skąpiec                      |
| Ogólna kancelaria i litografia                       | ppor. Ludwik Janik                                   |
| Szef łączności                                       | ppor. Romuald Najsarek                               |
| Referent techniczny                                  | kpt. Kazimierz Hornof                                |
| Szef intendentury                                    | ppor. Stanisław Burnagel                             |
| Kancelaria intendentury                              | ppor. Władysław Otto                                 |
| Kancelaria intendentury                              | ppor. Marian Piotrowski                              |
| Szef sanitarny                                       | ppłk lek. dr Aleksander Borsuk                       |
| Adiutant szefa sanitarnego                           | ppor. Fryderyk Durst                                 |
| Kancelaria szefa sanitarnego                         | ppor. lek. Stanisław Piltz                           |
| Dywizyjny lekarz weterynarii                         | rtm. lek. wet. Jan Wajda                             |
| Proboszcz dywizji                                    | mjr ks. Edward Choma                                 |
| Referent taborów                                     | por. Konrad Jarmulski                                |
| Kierownik sądu polowego                              | mjr KS dr Adolf Stanisław Sowilski                   |
| Sędzia śledczy                                       | mjr KS dr Erazm Orski                                |
| Sędzia śledczy                                       | por. KS dr Karol Fabiariczyk                         |
| Oficer śledczy                                       | por. KS Lucjan Korycki                               |
| Oficer śledczy                                       | por. KS dr Franciszek Żukowski                       |
| Oficer śledczy                                       | ppor. KS Bronisław Godlewski                         |
| Oficer śledczy                                       | ppor. KS Władysław Trzeciecki                        |
| Naczelnik kancelarii                                 | urz. wojsk. X r. Aleksander Kiszakiewicz             |
| Kierownik poczty polowej 22                          | urz. wojsk. IX r. Franciszek Burka                   |
| Oficer poczty                                        | urz. wojsk. XI r. Mieczysław Szeliński               |
| Kierownik stacji Hughesa                             | urz. wojsk. X r. August Engel                        |
| Oficer kasowy                                        | ppor. rach. Rudolf Voise                             |
| Oficer do szczególnych poruczeń                      | ppłk Zygmunt Wciślak                                 |
| Kompania sztabowa                                    |                                                      |
| Dowódca                                              | por. Leopold Jaxa                                    |
| Oficer sanitarny                                     | pchor. san. Marian Szuperski                         |
| Kompania ćwiczebna                                   |                                                      |
| Dowódca                                              | por. Wiktor Kulczycki                                |
| Dowódca plutonu                                      | ppor. Zygmunt Lawadowski                             |
| Dowódca plutonu                                      | ppor. Henryk Szmydt                                  |
| Pluton żandarmerii polowej                           |                                                      |
| Dowódca                                              | por. Guzowski                                        |
| Dowódca                                              | por. Adam Obrubański                                 |

## Dywizja w walce o granice

### Na froncie polsko-ukraińskim

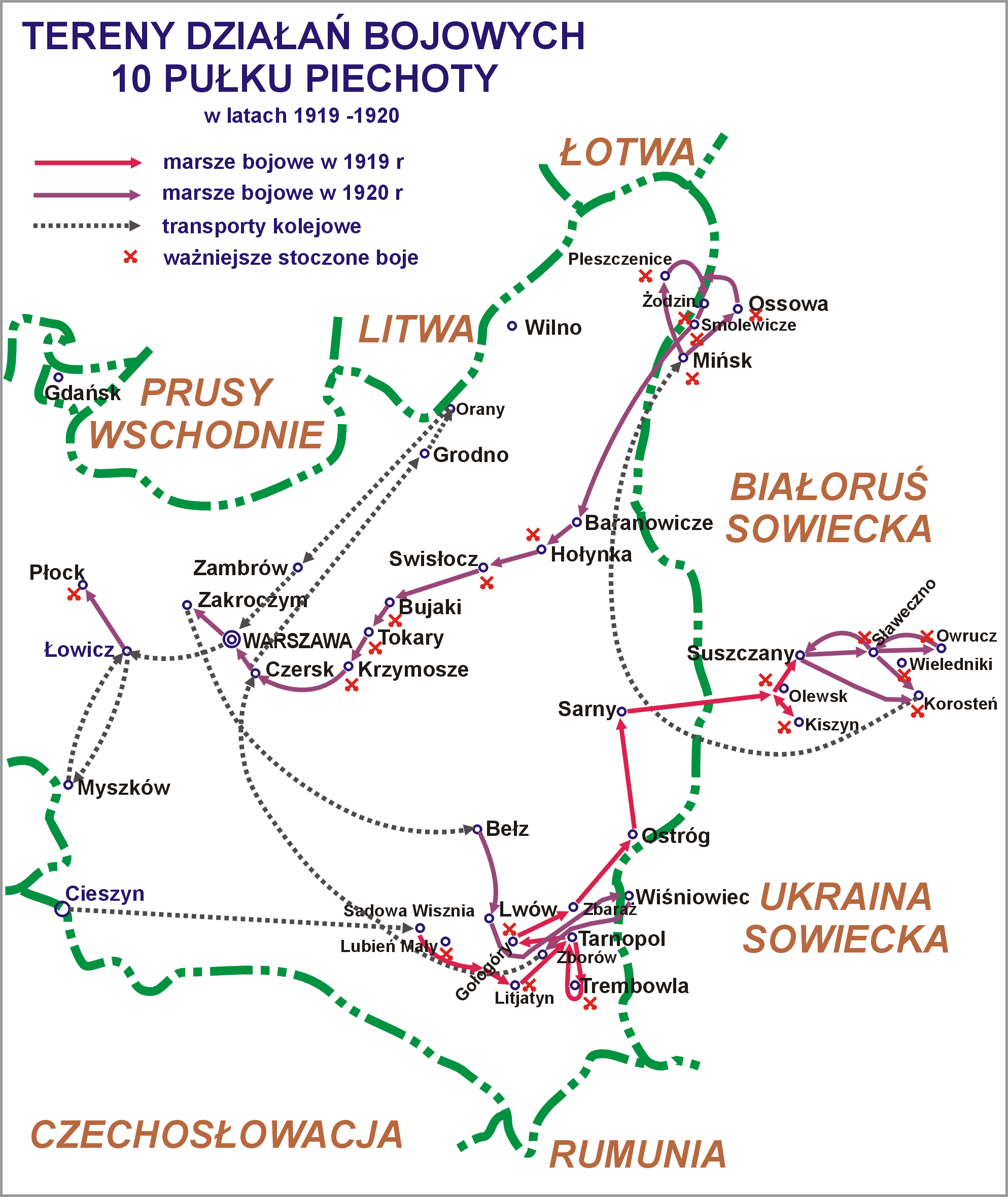
Tereny działań bojowych 10 pułku piechoty w latach 1919–1920

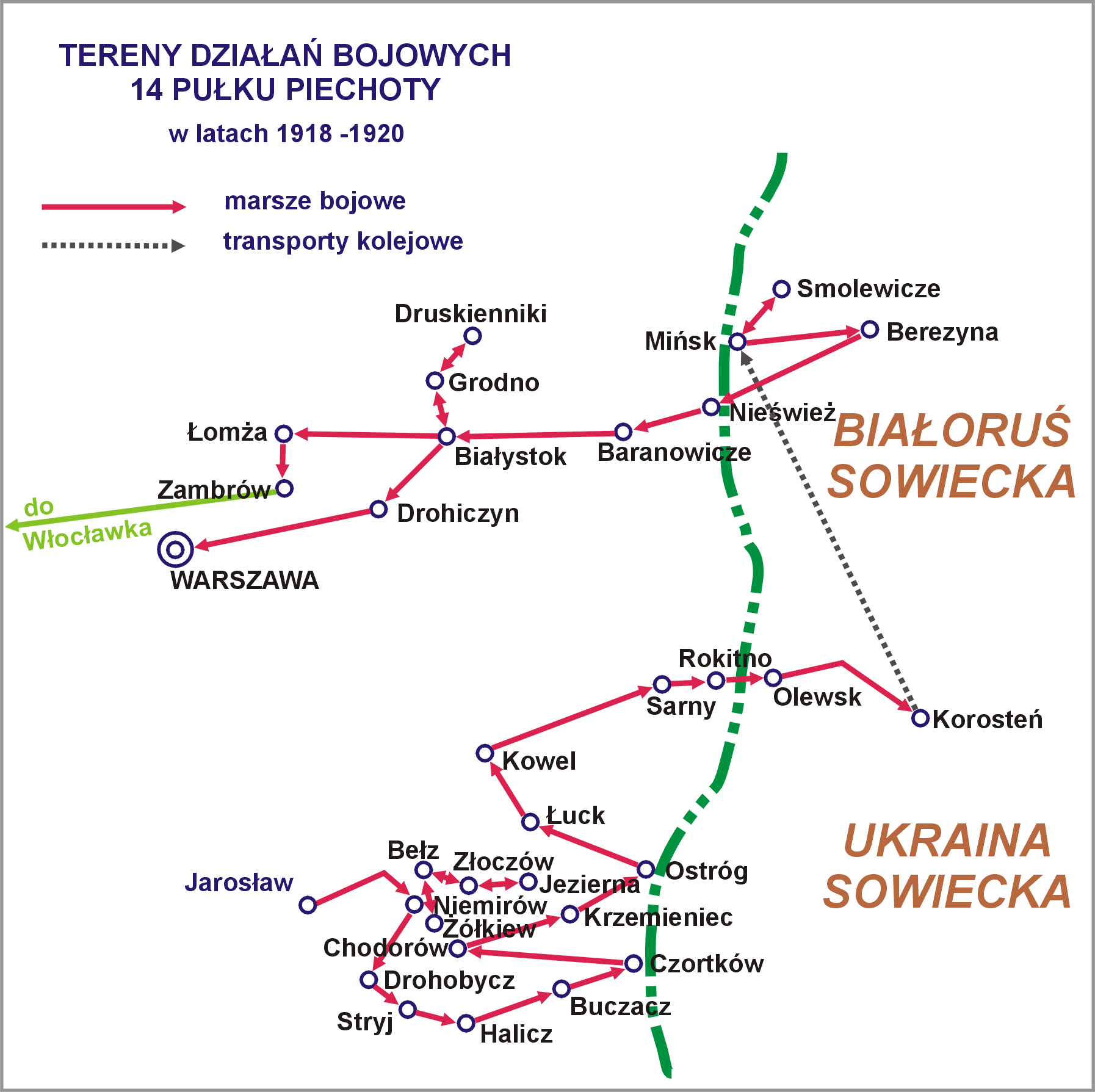
Tereny działań 14 pułku piechoty w latach 1918–1920

15 maja, działając w składzie zgrupowania gen. Wacława Iwaszkiewicza, 4 Dywizja Piechoty weszła do walki. Jej zadaniem było: przełamanie frontu ukraińskiego na kierunku Krukienice – Tamanowice. Natarcie prowadzono wzdłuż drogi Mościska – Pakość – Sambor. Na prawo nacierała 3 Dywizja Piechoty Legionów, na lewo GO gen. Jędrzejewskiego.
17 maja dywizja zdobyła Sambor, a 18 maja Drohobycz. 20 maja II/37 pp wzmocniony baterią 2 pac i dwoma szwadronami 9 puł zajął Stryj. Na kierunku swoim kierunku dywizja współdziałała też z oddziałami Polskiej Organizacji Wojskowej. W Stanisławowie, Mariampolu, Bohorodczanach władzę przejęli właśnie jej członkowie. Dywizja była witana owacyjnie.
25 maja dywizja pośpieszyła na pomoc mieszkańcom Stanisławowa, zagrożonego od strony Niżniowa i Tłumacza. Zapobiegła ponownemu zajęciu miasta przez Ukraińców. W Stanisławowie nieprzyjaciel pozostawił ponad 100 armat, 20 000 karabinów, 183 lokomotywy, kilkadziesiąt wagonów amunicji, kilka samochodów oraz poważne zapasy żywności i umundurowania.
Po zajęciu Stanisławowa dywizja częścią oczyszczała teren z luźnych grup ukraińskich, a siłami głównymi sforsowała Dniestr i zajęła Korościatyń, Podhajce oraz Buczacz. Tu nawiązała styczność z rumuńską dywizją piechoty, realizującą zobowiązania rządu Rumunii do wspólnej walki przeciwko armii zachodnio-ukraińskiej.
W wyniku interwencji państw koalicji na przełomie maja i czerwca zostały wycofane jednostki Armii Hallera. Odeszła też na front przeciwniemiecki Grupa Wielkopolska gen. Daniela Konarzewskiego. W rezultacie 4 Dywizja Piechoty działać musiała na szerokim froncie, od Złotej Lipy i Podhajec aż po Stanisławów.
8 czerwca atakująca Czortków grupa płk. Józefa Jaklicza straciła łączność z dowództwem dywizji. W wyniku kontrofensywy armii ukraińskiej pod dowództwem gen. Aleksandra Grekowa, grupa ta rozpoczęła paniczny odwrót.
Stan dywizji wynosił w tym okresie 178 oficerów, 5228 bagnetów, 620 szabel, 34 działa i 116 karabinów maszynowych. Była ona rozrzucona pojedynczymi batalionami na przestrzeni 64 kilometrów między Podhajcami a Stanisławowem, mając w ubezpieczeniu pododdziały w Buczaczu, Dżurynie i Jazłowcu.
10 czerwca dowódca dywizji próbował kontratakować. III/14 pp zajął Kosów i odrzucił nieprzyjaciela na Rydoduby i Białypotok. Jednak uderzenie Ukraińców wykonane 11 czerwca zmusiło do odwrotu wojska polskie na całym froncie.
Dywizja wycofała się na linię rzeki Złotej Lipy, a następnie Gniłej Lipy. Tu, wspólnie z 3 DP, zorganizowano obronę i odtwarzano zdolność bojową. 18 czerwca wykonano z powodzeniem uderzenie uprzedzające przed przedni skraj obrony w kierunku Narajówki. 24 czerwca Ukraińcy przełamali jednak obronę 3 DP i uderzyli na pozycje 4 Dywizji. Kontratakujący 14 pp nie zdołał powstrzymać nieprzyjaciela i dywizja zmuszona była odejść za rzeką Świrz. Nowa linia obrony została utrzymana przez dywizję do końca ukraińskiej ofensywy.
Tu też dywizja otrzymała wzmocnienie. Do 27 czerwca dywizja przyjęła ugrupowanie zaczepne tworząc dwa zgrupowania uderzeniowe. Pierwszym dowodził ppłk Adam Jaroszewski. Jego zadaniem było zdobycie w pierwszej fazie działań Bukaczowców, a w następnej Bursztynu. Drugim zgrupowaniem dowodził gen. Kraliczek-Krajowski, a jego zadaniem było zajęcie Kołokolina i Wasiuczyna, a następnie Koniuszek i Babuchowa. W odwodzie dywizji pozostał III/7 pułku piechoty.
28 czerwca Wojsko Polskie wznowiło ofensywę. 30 czerwca pododdziały 18 pp dotarły do Szumian, a 4 lipca 14 pułk piechoty zdobył Buczacz i sforsował Strypę. 15 lipca dywizja otrzymała kolejne zadanie wyparcia Ukraińców aż pod rzekę Zbrucz. Natarcie rozpoczęto w nocy bez przygotowania artyleryjskiego. Ukraińska obsada odcinka Połowce – Dżuryn została zaskoczona we śnie i prawie w całości dostała się do niewoli. Wykorzystując uzyskane powodzenie dywizja zajęła kolejno Dżuryn, Mazurówkę, Białobożnicę, Jagielnicę i Czortków. Sforsowano Seret i na jego wschodnim brzegu utworzono przyczółek. Zdobyto 4 działa, kilkadziesiąt karabinów maszynowych, liczny tabor kolejowy oraz wzięto do niewoli około 1500 jeńców.
16 lipca dywizja przeszła do pościgu. Zdobyto Kolędziany, Łosiacz i Skałę, wychodząc nad Zbrucz. Tu 4 Dywizja Piechoty zakończyła swój szlak bojowy na froncie galicyjskim. Została zluzowana przez oddziały 3 i 10 Dywizji Piechoty.

### W wojnie polsko-bolszewickiej
Na Polesiu i Wołyniu

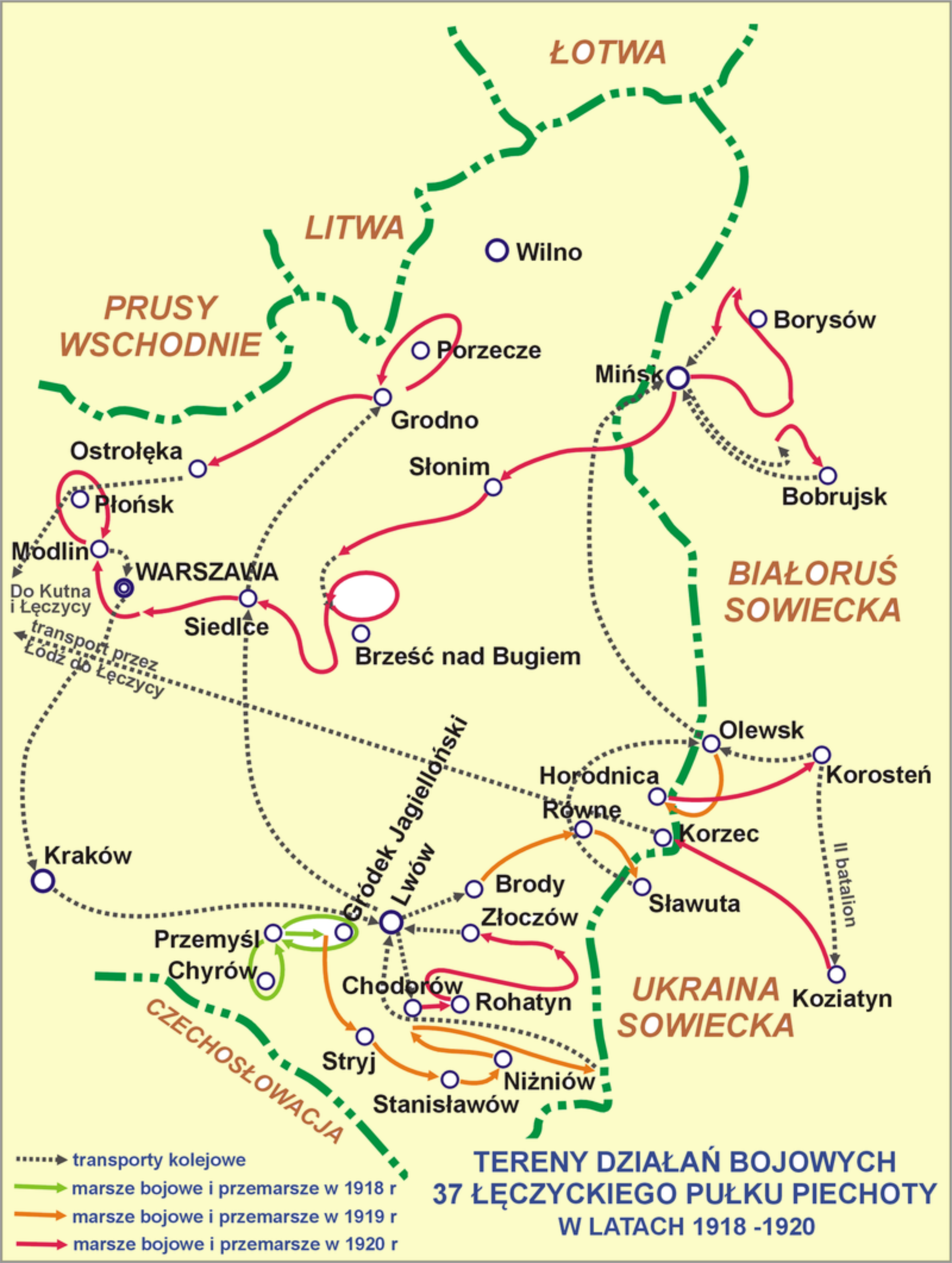
Tereny działań bojowych 37 pułku piechoty w latach 1918–1920

W drugiej połowie lipca 4 Dywizja Piechoty wyszła ze składu Frontu Galicyjskiego gen. Wacława Iwaszkiewicza i transportem kolejowym została przegrupowana na Front Wołyński gen. Antoniego Listowskiego do walki przeciw bolszewikom.
Zluzowała ona grupę operacyjną płk. Henryka Minkiewicza i obsadziła rubież od Brodów do Leduchowa. 8 sierpnia dywizja rozpoczęła natarcie. Następnego dnia jej VII BP zdobyła Krzemieniec, a VIII BP Dębno. Do połowy sierpnia jej pułki wyszły linię rzeki Horyń. Tu front zatrzymał się na kilka miesięcy.
Od 9 września VII BP stacjonowała w rejonie Łucka i stanowiła odwód Frontu Wołyńskiego, a VIII BP brała udział w pracach rolnych w rejonie Warkowicz i Ozieran. Z początkiem listopada dywizja obsadziła front wzdłuż rzeki Horyń do Sławuty, dalej przez Korzec do rzeki Zolna i wzdłuż Uborci i tu przeszła do działań pozycyjnych.
13 i 16 listopada w rejonie miejscowości Seredy i Emilczyna, na wojska 4 DP uderzyły oddziały bolszewickie.
W wyniku ciężkich walk dywizja w ramach Frontu Wołyńskiego zajęła kolejne pozycje obronne na szerokim froncie. VII BP broniła 50-kilometrowego odcinka od Zubkowic do Rudki Słobódki, a VIII BP na 40-kilometrowym – od Kuka do Zubkowic.
Szeroki odcinek frontu i niskie ukompletowanie powodowało ze dywizja nie posiadała odwodów. Bagnisty i gęsto zalesiony teren poleski, pozwalał na organizacje obrony systemem samodzielnych punktów oporu. Broniono przede wszystkim głównych szlaków komunikacyjnych i większych miejscowości. Często organizowano wypady. 4 marca 1920 cztery grupy uderzeniowe wzięły udział w wypadzie na Owrucz. Po opanowaniu miejscowości grupy wyszły na linię Luczanka – Sławeczno – Kołock i utrzymywały ją dwa dni. 10 i 11 marca, bez nacisku ze strony nieprzyjaciela, wycofano się na podstawy wyjściowe.
Wyprawa kijowska
Pod koniec kwietnia 1920 Naczelne Dowództwo Wojska Polskiego wydało rozkazy do podjęcia operacji zaczepnej na Wołyniu i Podolu. Zadanie polegało na rozbiciu rosyjskich 12 i 14 Armii i w pierwszej fazie działań opanowanie linii kolejowej Sarny – Korosteń – Kijów.
4 DP weszła w skład nowo utworzonej 3 Armii. Zadaniem dywizji było rozbicie rosyjskiej 7 Dywizji Strzelców i zajęcie Korostenia.
Na pozycjach wyjściowych do natarcia uformowano cztery grupy uderzeniowe. 25 kwietnia dywizja uderzyła. W pierwszym dniu operacji wyszła na linię Biełka – Aniszpol – Kołock – Kremno – Stepanówka.
Następnego dnia dywizja kontynuowała natarcie. Część sił VIII BP atakowała z rejonu Biełki w kierunku na Iwanówkę i opanowała odcinek toru kolejowego Żytomierz – Korosteń. Pozostałe siły uderzyły na Uszomir w kierunku mp sztabu 7 Dywizji Strzelców. Po złamaniu oporu przeciwnika brygada nawiązała łączność taktyczną z atakującą od Klocka przez Ostopy i Radochaszcze VII BP.
Tu zreorganizowano siły i z podstaw wyjściowych w rejonie Zabcze – Korzuchówka – Czyhiry VII BP czołowo uderzyła na Korosteń. Uderzenie oskrzydlające z kierunku południowego i południowo-wschodniego wykonała VIII BP. Około 22.00 37 pułk piechoty zajął Korosteń. Po wykonaniu zadania dywizja przeszła do odwodu Naczelnego Wodza.
Na Białorusi
W maju 4 Dywizja Piechoty weszła w podporządkowanie dowódcy 4 Armii.
Transporty dywizji kierowane były koleją do Smolewicz i do Mińska. Dywizja miała wzmocnić obronę na kierunku Mińska. II/37 pp i II / 18 pp, pozostały w rejonie Korostenia do służby etapowej.
Przydzielono jej odcinek ograniczony od północy linią rzeki Rowy – Słobutka – Smolewicze, a od południa linią Perowo – Kamienicze – Podgorełoje – Łapicze – st. Talka.
Tu dywizja została przeorganizowana. W jej skład weszły:
- grupa ppłk. Władysława Andersa[c]
  - 57 pułk piechoty
  - I batalion 16 pułku piechoty
  - 6 kompania 17 pułku piechoty
  - 15 pułk ułanów
- grupa ppłk. Władysława Tarwida
  - III batalion i połowa I batalionu 32 pułku piechoty
  - szwadron strzelców konnych
  - kompania III batalionu 16 pułku piechoty
  - l bateria 4 pułku artylerii polowej
- grupa mjr. Stanisława Tessara[d]
  - I i II batalion 2 pp Leg
  - II i III batalion 16 pp
  - 7 i 8 bateria 2 pułku artylerii polowej Legionów
- odwód dywizji
  - I batalion 70 pułku piechoty
  - 4 pułk ułanów
  - połowa I batalionu 32 pułku piechoty
  - 3 bateria 4 pułku artylerii ciężkiej

Zadaniem dywizji było odrzucić przeciwnika, który przekroczył Berezynę z powrotem za rzekę.
Ponieważ jej oddziały przybyły do Mińska jako pierwsze, zostały one użyte przez dowództwo armii do działań na szerokim froncie. Struktura organizacyjna ulegała ciągłym zmianom.
Do działań zaczepnych dywizja została podzielona na cztery mniejsze grupy bojowe. Na południe od toru kolejowego Mińsk – Borysów działała grupa ppłk. Adama Jaroszewskiego. Uderzyła ona 22 maja od Smolewicz przez Zamostocze – Wołodutę – Niegonicze – Berezynę i do 27 maja odrzuciła nieprzyjaciela za Berezynę w rejonie ujścia Uszy, a 30 maja na odcinku od ujścia Uszy na północ po m. Ossowa. Po tej akcji grupa ppłk. Jaroszewskiego przeszła w podporządkowanie 2 Dywizji Piechoty Legionów.
Pozostałe grupy działały na północ od toru Mińsk – Borysów. Dowodzili nimi: ppłk Kazimierz Topoliński, mjr Kozierowski oraz mjr Maksymilian Landau. Grupy walczyły pod Chatyrowem i Pleszczenicami, odrzucając nieprzyjaciela na wschód.
29 maja nastąpiło kolejne przegrupowanie oddziałów 4 DP. Weszły one w skład grupy operacyjnej gen. Skierskiego. Zadaniem grupy było zabezpieczenie wejścia do walki nowych oddziałów, które to ostatecznie miały rozbić nieprzyjaciela. Od 2 do 5 czerwca oddziały grupy operacyjnej gen. Skierskiego wyrzuciły bolszewików poza linię Berezyny.
24 czerwca część oddziałów 4 DP wycofano na tyły w celu przeprowadzenia reorganizacji. Na froncie pozostały: VIII Brygada Piechoty, część 6 baterii 4 pal i trzy baterie 4 pac, 8 i 9 ba 4 pap znajdowały się przy 10 DP, a 5/4 pap przy 2 Dywizji Piechoty Legionów.
Działania odwrotowe
4 lipca rozpoczęła się generalna ofensywa bolszewicka. Dywizja cofała się przez Nieśwież, Baranowicze, Słonim, Wołkowysk, Narewkę, Siedlce, Latowicze, Parysów, Osieck, Warszawice do Wisły koło Góry Kalwarii. W tym czasie prowadziła działania opóźniające. 7 lipca VII BP walczyła koło miejscowości Żeremiec, 9 lipca pod Grabionką oraz 2 sierpnia pod Drohiczynem. 5–10 sierpnia brygada kontratakowała dążąc do odrzucenia wojsk bolszewickich za Bug. Miejscowość Przesmyki przechodziła kilkakrotnie z rąk do rąk.
W dniach 11 do 13 sierpnia oddziały dywizji przeprawiły się przez Wisłę pod Górą Kalwarią. VIII BP będąca w rejonie Puznówka – Garwolin – Miętne – Pilawa stanowiła ariergardę dywizji.
12 sierpnia 4 DP przeszła pod rozkazy 2 Armii i w jej składzie broniła lewego brzegu Wisły. Obsadziła odcinek w rejonie Magnuszewa.
W ofensywie
W wyniku sukcesu wojsk polskich nad Wieprzem, obrona środkowej Wisły okazałą się bezprzedmiotowa. 4 Dywizja Piechoty została przekazana 5 Armii gen. Sikorskiego. 17 sierpnia dywizja przeszła do Zakroczymia, gdzie stanowiła odwód armii. Jej VIII BP natomiast została skierowana do grupy operacyjnej „Płońsk” płk. Gustawa Dreszera. 18 sierpnia brygada zajęła bez walki Arcelin, a 19 sierpnia toczyła ciężkie walki o Baboszewo i Jarocin. 20 sierpnia jej 18 pułk piechoty zajął Gumowo, a 37 pułk piechoty zajął Raciąż. Do końca sierpnia VIII BP oczyszczała rejon Płońsk – Baboszewo z niedobitków bolszewickich. Zakończyło to udział dywizji w bitwie nad Wisłą.
Działania w Galicji Wschodniej
Na przełomie sierpnia i września dywizja przetransportowana została do Galicji Wschodniej, w rejon Lwowa. Stanowi tu odwód 6 Armii.
6 września VIII BP transportem kolejowym przegrupowała się do Chodorowa. Jej pierwsze transporty walczyły już z nieprzyjacielem podczas wyładowywania. Następnego dnia brygada już całością sił przeszła do działań zaczepnych. Zajęła folwark Anielówka i rozbiła nieprzyjaciela na zachód od m. Knihinicze, a następnie sforsowała Świrz i zdobyła Rohatyn. 10 września jej oddziały odpierały liczne kontrataki przeciwnika.
W tym czasie VII BP walczyła w rejonie Żółkwi walki z 1 Armią Konną Budionnego.
W połowie września dywizja zebrała swoje oddziały w rejonie Przemyślany – Świrz – Brzuchowice. Stąd 17 września uderzyła w kierunku wschodnim i opanowała Dunajów oraz Pomorzany. 18 września zdobyła Zborów, Trościaniec i Załośce. Do 20 września opanowała rejon: Wiśniowiec, Rydoml i Młynowce. Tu natarcie wstrzymano, wysyłając jedynie oddział wydzielony w rejon Horynia.

### Na froncie litewskim
Pod koniec września 4 Dywizja Piechoty wyszła ze składu 6 Armii i transportem kolejowym została przerzucona do Grodna. Tu została podporządkowana dowódcy 2 Armii. Już po kilku dniach dywizję skierowano dalej, do rejonu Druskieniki – Rotnica – Porzecze. Zluzowała tam Dywizję Ochotniczą.
W październiku dywizja kolejny raz zmieniła podporządkowanie i przeszła pod rozkazy dowódcy 3 Armii. W jej składzie obsadziła linię demarkacyjną na Niemnie i Mordeczance aż do ujścia Uły.
5 października zawieszono działania zbrojne przeciwko wojskom litewskim. Pomimo zawieszenia broni Litwini podchodzili do linii demarkacyjnej i ostrzeliwali oddziały polskie. Poza drobnymi walkami z patrolami litewskimi oddziały dywizji nie prowadziły większych działań bojowych. Szkolono żołnierzy i obsługiwano broń. Zgodnie rozkazem Kwatery Głównej Naczelnego Wodza, 18 października oddziały dywizji wycofały się o 6 km w głąb kraju. Na początku listopada 4 Dywizję Piechoty zluzowała 2 Dywizja Piechoty Legionów.

## Dywizja w garnizonach

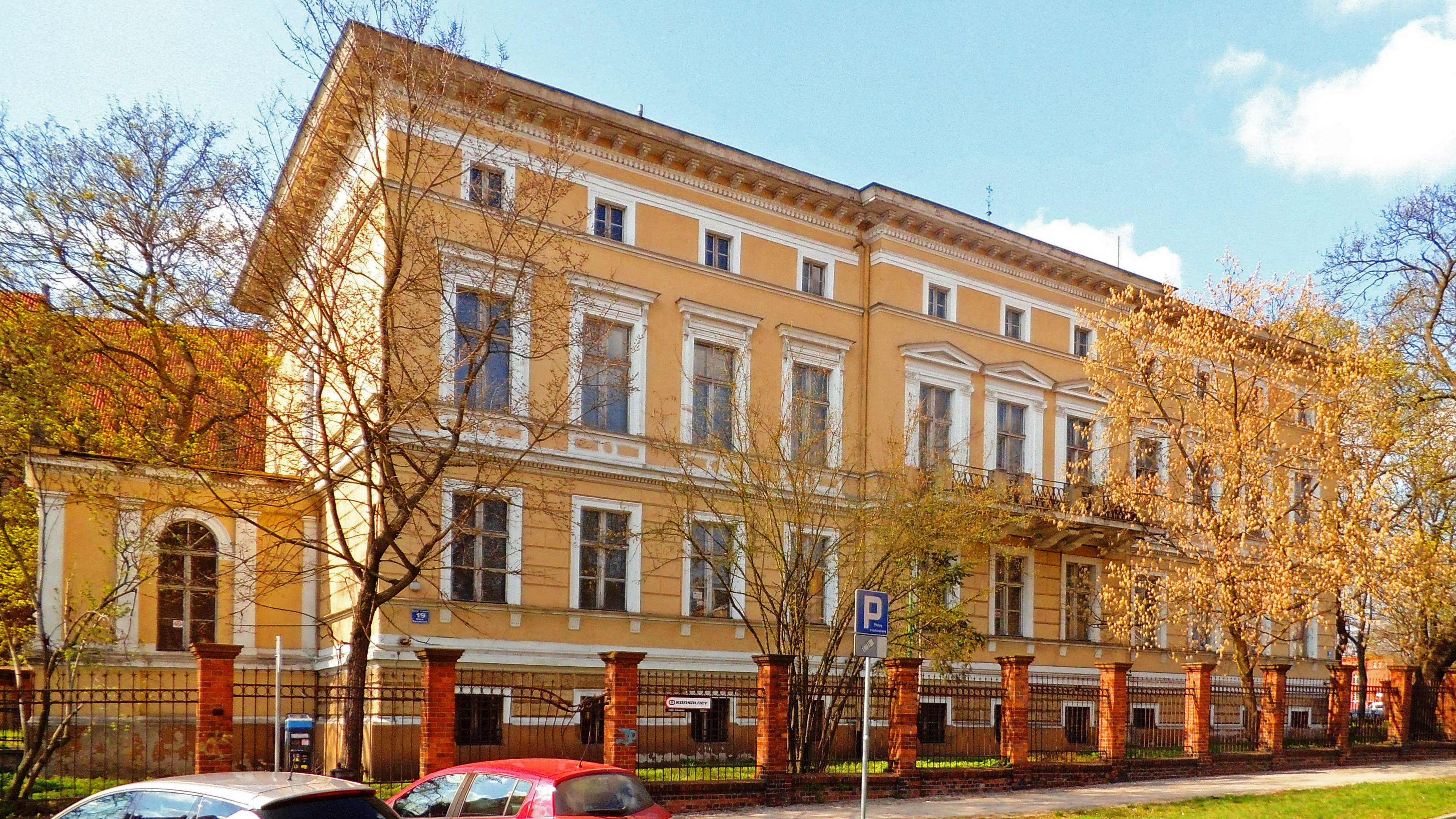
Budynek przy ul. Wola Zamkowa 19 w Toruniu, w którym miał siedzibę sztab 4 Dywizji Piechoty

Po zluzowaniu 4 Dywizji Piechoty przez oddziały 2 DP Leg, 11 listopada rozpoczęła ona marsz pieszy w kierunku na Mazowsze. Dowództwo dywizji dyslokowało się w Łomży, VII BP początkowo do Łomży, a następnie w Zambrowie, a VIII Brygada w Ostrołęce. Tu weszła w skład Okręgu Generalnego Warszawa. Tu też dywizja przeszła reorganizację wewnętrzną. Rozformowano część oddziałów. Rozpoczęto programowe szkolenie żołnierzy. Duża pomoc w szkoleniu oficerów stanowili oficerowie Francuskiej Misji Wojskowej: gen. Moinevelle, płk Charbonnier i płk Briane.
W grudniu 1920 37 pp zluzował na granicy Prus Wschodnich 6 pułku strzelców konnych. W marcu 1921 10 pułk piechoty został przedyslokowany do Warszawy.
W kwietniu oddziały dywizji piechoty ponownie przedyslokowano. Dowództwo dywizji, VII brygada piechoty, 14 pułk piechoty i 4 pułk artylerii polowej przeniesiono do Włocławka, VIII BP i 10 pułk piechoty do Konina, 37 pułk piechoty do Kutna. Zmieniła również podległość terytorialną na Okręg Generalny Łódź.
W listopadzie 1921 zakończono reorganizację wojska. Utworzono dywizje trzypułkowe i zlikwidowano brygady piechoty. 10, 18 i 37 pułki piechoty przeniesiono do nowej 26 Dywizji Piechoty. Sztab „wojennej” 4 DP stał się sztabem 26 DP.
Natomiast w skład „nowej” 4 Dywizji Piechoty weszły:
- dowództwo i sztab dywizji (sformowane od nowa)
- 14 Pułk Piechoty Ziemi Kujawskiej „Żbików”
- 63 Toruński pułk piechoty
- 67 pułk piechoty
- 4 Kujawski pułk artylerii lekkiej

## Dywizja w kampanii wrześniowej 1939

### Walki dywizji

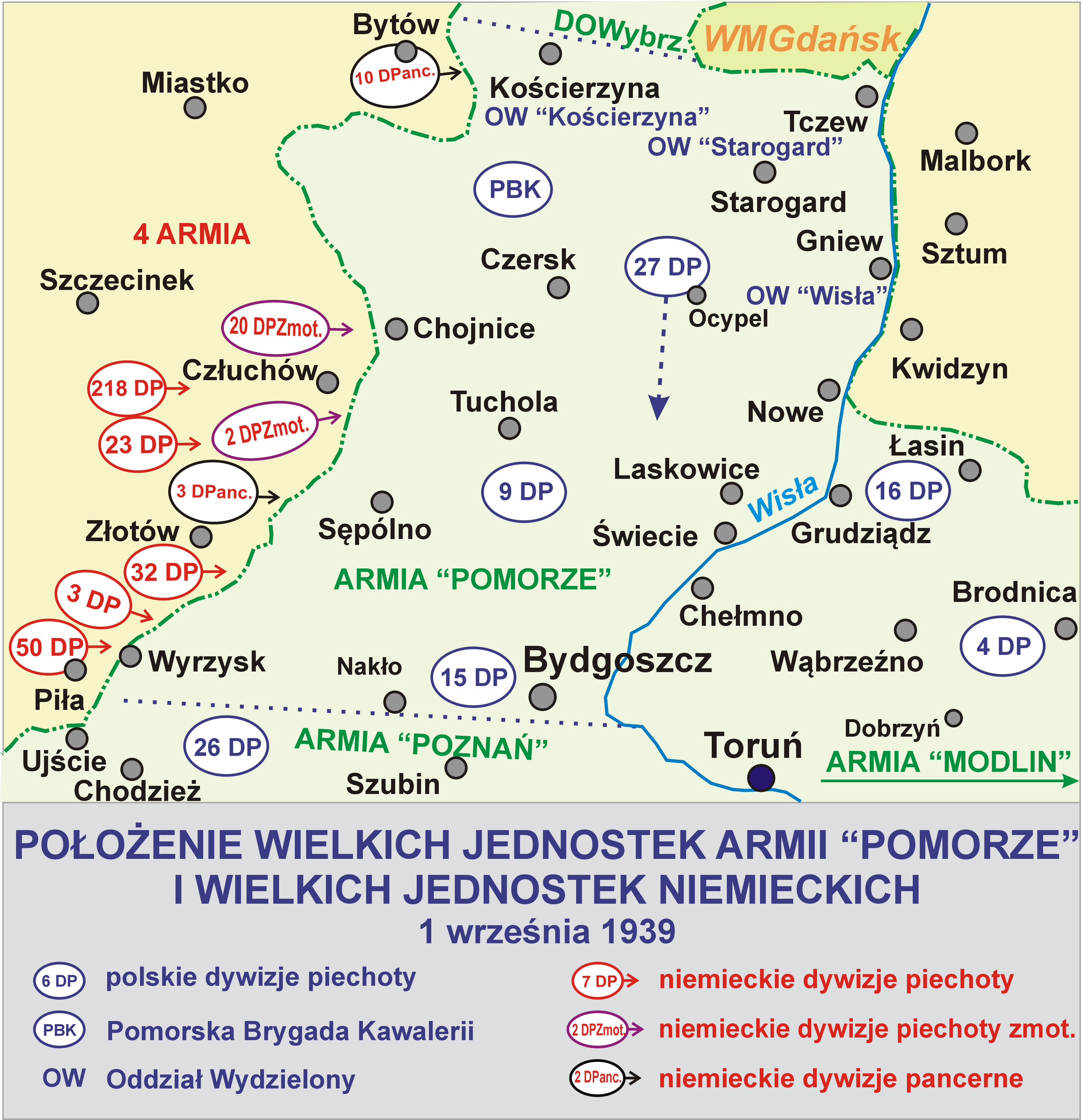
Dywizja walczyła w składzie Armii „Pomorze”

Zgodnie z polskim planem obronnym 4 Dywizja Piechoty pod dowództwem płk. dypl. Tadeusza Lubicz-Niezabitowskiego weszła w skład Grupy Operacyjnej „Wschód” gen. Mikołaja Bołtucia, przewidzianej do składu Armii „Pomorze” gen. Władysława Bortnowskiego. Zadaniem GO Wschód była osłona kierunku na Toruń.
Jeszcze przed wybuchem wojny oddziały dywizji wybudowały umocnienia polowe na odcinku przewidzianym do obrony przez OW „Brodnica” i „Jabłonowo”. Stanowiło je: 30 schronów drewnianych dla ckm, 4 schrony żelbetowe, stanowiska ogniowe i rowy strzeleckie oraz płoty z drutu kolczastego i zawały leśne. Zamykały one głównie przesmyki między jeziorami Pojezierza Brodnickiego, osłaniały węzły dróg i linie kolejowe
24 sierpnia 1939 oddziały dywizji rozpoczęły mobilizację alarmową. 28 sierpnia wraz z 16 Dywizją Piechoty i Oddziałem Wydzielonym „Jabłonowo” zajęła pozycje na linii Grudziądz–Brodnica.
Ugrupowana została w głębi pozycji obronnych na prawym skrzydle GO za przesłaniającymi granicę od wsi Grążawy przez Zbiczno po Lisnowo OW „Jabłonowo” oraz OW „Brodnica”. Zadaniem dywizji było pozostawanie w gotowości do uderzenia na skrzydło przeciwnika nacierającego zza Osy. Swoim prawym skrzydłem zabezpieczała lukę z Nowogródzką Brygadą Kawalerii.
1 września dywizja była słabo atakowana przez niemiecki XXI Korpus. W związku z tragiczną sytuacją 16 DP miała częścią swoich sił (14 pp z 4 dac) wesprzeć jej obronę wzdłuż rzeki Osy. W nocy dywizja zaatakowała całością sił i odepchnęła Niemców do miejscowości Orle i Słup, ale za rzekę nie zdołała ich odrzucić. 3 września toczyła uporczywe walki. Po południu rozpoczęła odwrót znad jezior Mełna i Gruty. 14 pp w rejonie Mełna został zaatakowany przez niemieckie lotnictwo i rozbity. Rozpoczął bezładny odwrót do Radzynia. Bojąc się o resztę oddziałów, dowódca dywizji wydał rozkaz do ogólnego odwrotu. Po tej decyzji gen. Bołtuć zdjął dowódcę 4 DP ze stanowiska. Jego miejsce zajął dotychczasowy dowódca piechoty dywizyjnej płk dypl. Mieczysław Rawicz-Mysłowski. Jednak wobec ogólnej sytuacji na froncie nocą z 3 na 4 września dywizja wycofała się przez Radzyń w rejon lasu Wronie. Na pozycjach pod Grutą pozostała 5 kompania 65 pp wzmocniona karabinami maszynowymi, armatą ppanc i działonem artylerii pułkowej. Opóźniała do rana działanie Niemców pod Plemiętami i Nowym Dworem. 4 września przeciwnik, który również odniósł duże straty, nie kontynuował pościgu. Dywizja odpoczywała i wcieliła uzupełnienia z batalionów marszowych. Największe straty poniósł 14 pp, który stracił ok. 20% oficerów, 10% podoficerów i 9% szeregowych i 10 ckm.
6 września około południa znalazła się na południe od Torunia, gdzie została wzmocniona I dywizjonem 2 pac. W nocy z 6 na 7 września dywizja wycofała się wzdłuż Wisły do wsi Brzezie w rejonie Włocławka. 8 września rano domaszerowała do rejonu Brześcia Kujawskiego, a późnym wieczorem wyruszyła w rejon na północ od Lubienia, w którym znajdowała się przez większość 9 IX. W nocy z 9 na 10 IX znajdując się w składzie GO gen. Mikołaja Bołtucia została przesunięta do rejonu Kutno – Szewce, gdzie została w części zbombardowana przez lotnictwo nurkowe, ze stratą kilkudziesięciu żołnierzy. 10 IX o zmierzchu wyruszyła kolumną główną przez Orłów na Bielawy (las na południowy wschód od miejscowości), a kolumną boczną przez Bedlno na Sobotę. Marsz kolumny głównej został opóźniony wskutek konieczności naprawy mostu pod Orłowem.
Bitwa nad Bzurą
10 września o 19:30 gen. Bołtuć wydał dywizji rozkaz natarcia w rejon Głowna. Do świtu 11 IX przez Bzurę przeprawił się tylko 63 pp z jedną baterią artylerii. Okazało się, że na drugim brzegu są już Niemcy (20 pp). Mimo przewagi wroga w artylerii 63 pp do południa zdobył ze znacznymi stratami Bielawy. Idący w kolumnie bocznej 14 pp po osiągnięciu o świcie Soboty zaatakował nieprzyjaciela czołowo siłą I i III batalionu wzdłuż drogi na Walewice. Natarcie posuwało się powoli do czasu, gdy niemieckiemu skrzydłu zagroził rzucony przez wyschnięte stawy batalion ON „Brodnica”, a od strony Bielaw uderzył I batalion 67 pp. Oddział niemiecki wycofał się ponosząc ciężkie straty w poległych i rannych. Z miejscowości Rulice nieprzyjaciel został wyparty dopiero po wprowadzeniu odwodów, które zaatakowały skrzydła przeciwnika.
12 września do wieczora dywizja odpoczywała. Dowódca Wielkopolskiej BK uzgodnił z dowódcą 4 DP plan wspólnego uderzenia na Głowno. Rozkaz natarcia dowódca dywizji wydał o godzinie 16. Natarcie miało ruszyć wieczorem. W toku reorganizacji rozwiązano pułk ON, a jego bataliony wzmocniły regularne pułki piechoty. Zmieniono również front, skierowany po walkach z 20 niemieckim pp na wschód, w ten sposób, że 63 pp stanął na osi Bielawy – Głowno, a 14 pp przesunął się do południowo-wschodniej części lasu bielawskiego. Wobec nalotów lotnictwa natarcie opóźniono na godzinę 18.00. Ostatecznie ruszyło ono około 19.00. Uderzono w kierunku Władysławów – Wola Zbrożkowa – Głowno. Piechota posuwała się dość wolno. Brak wsparcia artylerii (przewidziano bezpośrednie wsparcie ataku przez 32 lekkie działa 4 pal i pośrednie przez 18 dział 4 dac i I/2 dac) podyktowany był działaniem dywersantów przecinających kable telefoniczne obserwatorów artylerii. W chwili rozpoczęcia natarcia 4 DP do miejsca postoju GO gen. Bołtucia przybył gen. Bortnowski i polecił je wstrzymać. Sam dowódca GO, gen. Bołtuć, nie widział zresztą wcześniej żadnego uzasadnienia dla rozpoczynania większej akcji zaczepnej, uważając, że natarcie Armii „Poznań” jest w fazie końcowej i że w tych warunkach nie warto krwawić 4 DP. Brak łączności telefonicznej uniemożliwił natychmiastowe przekazanie rozkazu przerwania natarcia, które dotarło do dywizji około 21.30. Dowódca dywizji wraz z szefem sztabu ruszyli samochodem na wysunięte stanowisko dowodzenia. W drodze wpadli na minę; obaj zginęli.
Walczące pododdziały zmuszone były wycofać się przez Sobotę na północny brzeg Bzury, obsadzając odcinek Wola Kałkowa – Sobocka Wieś. Straty bojowe były duże. Równie duże były marszowe. Wynikały one z braku precyzyjnych rozkazów i niespodziewanej decyzji odwrotu.
Dywizja zachowała jednak zdolność bojową. 13 września dowództwo 4 DP objął płk Józef Werobej.
14 września w ramach natarcia Armii „Pomorze”, 4 DP atakowała w rejonie Łowicza pozycje niemieckich 10 i 24 DP.
W nocy uderzyła ponownie za Bzurę z zadaniem opanowania wzgórz w rejonie jeziora Okręt. Natarcie skierowano na tyły wojsk niemieckich broniących Łowicza. 14 września 4 DP opanowała Dąbkowice Górne i Dolne, Pilaszków i Jamno, przecinając drogę Łowicz – Zgierz. Dywizja nie miała już jednak odwodów. Nie mogła wykorzystać powodzenia. Straty dywizji w tym dniu to ponad 500 poległych i tyluż rannych. W wyniku niemieckich kontrataków polskie dywizje, na rozkaz gen. Bołtucia wycofały się za Bzurę.
Opanowanie Łowicza stanowić miało podstawę do natarcia celem przebicia się do Warszawy. Wycofanie za Bzurę przekreśliło tę szansę. 15 września 4 DP przeszła do obrony linii Bzury utrzymując ubezpieczenia na prawym jej brzegu. 16 września 67 pp wzmocniony dywizjonem artylerii stanowił odwód GO. W tym dniu Niemcy rozpoczęli regularne natarcie na Urzecze bronione przez 14 pp. Pułk cofnął się do Bogorii Dolnej. Tu wsparł go ogniem na wprost II/4 pal i 11 pociąg pancerny. Powstrzymanie niemieckiego natarcia dało dywizji czas na zorganizowanie obrony na prawym skrzydle. Niemcy zaczęli jednak zagrażać skrzydłu dywizji. Dowódca 4 DP zdecydował więc cofnąć się za Sudwię, organizując obronę na linii Złaków Kościelny – Retki – Świeryż. W czasie działań odwrotowych oddziały toczyły ciężkie walki pod Zdunami. Wieczorem rozbite południowe skrzydło GO gen. Grzmota-Skotnickiego wycofało się na pozycje 4 DP i dołączyło do niej. Nocą z 16 na 17 września zgrupowanie to przeszło w rejon Osmolin – Kiernozia. 17 września atakowane przez lotnictwo, przemęczona i głodna dywizja maszerowała do lasu Brzeziny. Tu zdemontowano działa i pozostawiono je w lesie. Tu też otrzymała rozkaz opanowania rejonu Białej Góry i osłony wycofujących się przez Puszczę Kampinoską wojsk Armii „Poznań” i „Pomorze”. Wieczorem dywizja rozpoczęła marsz po osi Jamno – Iłów – Łaziska – Biała Góra. O świcie 18 września maszerujący w awangardzie 14 pp uderzył na Białą Górę i przeszedł drogę Sochaczew – Wyszogród. Kontratak wojsk niemieckich odrzucił jednak osamotniony pułk. Ponawiane ataki oddziałów 4. DP nie przynosiły spodziewanych rezultatów. W wyniku ogromnych strat i przemieszania oddziałów dywizja utraciła zdolność bojową.
18 września żołnierze dywizji dotarli do rejonu koncentracji w Budach Starych, skąd przeprawiać się mieli przez Bzurę. Nocą z 18 na 19 września przeprawiły się przez rzekę przemieszane oddziały GO gen. Bołtucia, a wieczorem 19 września dotarły do Kazunia. Tu zarządzono odpoczynek i reorganizację. Wieczorem 21 września GO liczyła ok. tysiąca żołnierzy. Ruszyła w kierunku na Łomianki. Miała obsadzić składy amunicji w rejonie Palmir. W czasie nocnego marszu zmuszona była walczyć z broniącymi przejść oddziałami Wehrmachtu. Poległ dowódca Grupy gen. Mikołaj Bołtuć. Tylko nielicznym żołnierzom 4 Dywizji Piechoty udało się dotrzeć do Warszawy.

### Organizacja wojenna dywizji
- Kwatera Główna 4 DP
- 14 pułk piechoty
- 63 pułk piechoty
- 67 pułk piechoty
- 4 pułk artylerii lekkiej
- 4 dywizjon artylerii ciężkiej
- 4 batalion saperów
- bateria motorowa artylerii przeciwlotniczej typ A nr 4 (zmobilizowana przez 8 daplot w Toruniu) – kpt. Leon Furmanowicz
- szwadron kawalerii dywizyjnej nr 4 – mjr Franciszek Józef Cymerman
- kompania karabinów maszynowych i broni towarzyszących nr 81 – kpt. Władysław Wyczółkowski
- kompania kolarzy nr 81 – por. Ludwik Edmund Czarnecki
- kompania telefoniczna 4 DP
- pluton radio 4 DP
- pluton łączności Kwatery Głównej 4 DP
- drużyna parkowa łączności 4 DP
- samodzielny patrol meteorologiczny nr 4
- pluton pieszy żandarmerii nr 4 – ppor. rez. Herbert Wojciech Wruck
- kompania asystencyjna nr 181 – ppor. Zygmunt Łubkowski
- kompania gospodarcza – por. Tadeusz Dodlewski
- poczta polowa Nr 16
- pluton parkowy uzbrojenia nr 801
- park intendentury typu I nr 801
- kompania sanitarna nr 801 – mjr dr Henryk Stanisław Hyrczakowski
- szpital polowy nr 801 – mjr dr Antoni Leon Kowalski
- polowa pracownia dentystyczna nr 801
- polowa kolumna dezynfekcyjno-kąpielowa nr 801
- polowa pracownia bakteriologiczno-chemiczna nr 801
- zespół przeciwgazowy nr 801
- kolumna taborowa parokonna nr 801
- kolumna taborowa parokonna nr 802
- kolumna taborowa parokonna nr 803
- kolumna taborowa parokonna nr 804
- warsztat taborowy parokonny nr 801
- pluton taborowy nr 4
- sąd polowy 4 DP

Jednostki włączone w skład dywizji na czas wojny
- batalion ON „Brodnica” – mjr Adam Fleszar, od 11.09 – mjr Jakiw Halczewski (Jakub Wojnarowski)
- kompania ON „Grążawy”

### Ordre de Bataille dywizji 17.09 godz 0.01
- 14 pułk piechoty – dca mjr Jan Łobza
  - 1/14 – dca mjr Piotr Kunda
  - 3/14 – dca mjr Józef Rodzeń
- 63 pułk piechoty – dca ppłk Kaczmarczyk
  - 1/63 – dca mjr Zygmunt Bagnowski
  - 2/63 – dca mjr Fleszar
  - 3/63 – dca mjr Jan Nawrat
- 67 pułk piechoty – dca ppłk dypl. Kumuniecki
  - 1/67 – dca mjr Michał Lipcsey-Steiner
  - 2/67 – dca mjr Tyborowski
  - 3/67 – dca mjr Wątorek
- 4 Pułk artylerii lekkiej – dca ppłk Józef Pyrek
  - 1/4 – dca mjr Franciszek Kopaczyński
  - 2/4 – dca mjr Kazimierz Falewicz
  - 3/4 – dca mjr Michał Szczepański
- 4 dywizjon artylerii ciężkiej – dca mjr Stefan Stachowski
- 4 batalion saperów – dca mjr Teofil Piotr Boniecki
- 4 szwadron kawalerii – dca mjr Cymerman
- batalion ON „Brodnica” – dca mjr Jakub Wojnarowski
- batalion ON „Jabłonowo” – dca kpt. Mikołaj Korwin-Kossakowski

### Obsada personalna kwatery głównej dywizji
- dowódca dywizji
  - płk dypl. Tadeusz Lubicz-Niezabitowski 1-4.09 i 12-13.09
  - płk dypl. Mieczysław Rawicz-Mysłowski 4-12.09 (zm. 12.09 Głowno),
  - płk Józef Werobej 13-18.09 (19.09 dostał się do niewoli)
  - gen. bryg. Mikołaj Bołtuć 19-21.09 (zm. 21/22.09.1939 bitwa pod Łomiankami Górnymi),
- dowódca piechoty dywizyjnej – płk dypl. Mieczysław Rawicz-Mysłowski (zm. 12.09 Głowno),
- dowódca artylerii dywizyjnej – płk dypl. Andrzej Ludwik Czerwiński
- dowódca saperów – mjr Teofil Boniecki
- szef sztabu:
  - kpt. dypl. Łado Macharadze †12 IX 1939 Głowno
  - kpt. dypl. art. Jan Józef Pękalski (13 – †19 IX 1939 Śladów)
- oficer operacyjny – kpt. dypl. piech. Jan Kamieński
- dowódca łączności – mjr Jan Stanisław Hammer
- kwatermistrz – rtm. dypl. Sławomir Zarzycki
- dowódca taborów – kpt. Tadeusz Smuszowicz
- komendant Kwatery Głównej – mjr piech. st. sp. Kornel Bogotko

## Obsada personalna dowództwa dywizji
Dowódcy dywizji
| Dowódcy dywizji           | Dowódcy dywizji                  | Dowódcy dywizji            |
| Stopień                   | Dowódca                          | Okres pełnienia obowiązków |
| ------------------------- | -------------------------------- | -------------------------- |
| generał podporucznik      | Franciszek Aleksandrowicz        | 16 IV – 19 IX 1919         |
| generał podporucznik      | Franciszek Krajowski             | 19 IX – 20 XII 1919        |
| generał podporucznik      | Leonard Skierski                 | 1 I – 21 V 1920            |
| pułkownik                 | Stanisław Zygmunt Kaliszek       | p.o. 21 V – 21 VIII 1920   |
| pułkownik                 | Ferdynand Zarzycki               | wz. 22 VIII – 24 IX 1920   |
| pułkownik SG              | Włodzimierz Ostoja-Zagórski      | p.o. 25 IX – 23 XI 1920    |
| pułkownik                 | Franciszek Sikorski              | p.o. 24 XI 1920 – I 1921   |
| generał podporucznik      | Henryk Minkiewicz                | IV 1921 – 1 V 1922         |
| pułkownik/generał brygady | Franciszek Zieliński             | 18 V 1922 – 19 X 1924      |
| generał brygady           | Ferdynand Zarzycki               | 3 XII 1924 – VII 1927      |
| generał brygady           | Włodzimierz Maxymowicz-Raczyński | 31 VII 1927 – 28 IV 1937   |
| pułkownik                 | Mikołaj Bołtuć                   | 28 IV 1937 – VIII 1939     |
| pułkownik dyplomowany     | Mieczysław Rawicz-Mysłowski      | VIII – 1 IX 1939           |
| pułkownik dypl.           | Tadeusz Lubicz-Niezabitowski     | 1-4 i 12-13 IX 1939        |
| pułkownik dypl.           | Mieczysław Rawicz-Mysłowski      | 4-12 IX 1939               |
| pułkownik                 | Józef Werobej                    | 13-18 IX 1939              |
| gen. bryg.                | Mikołaj Bołtuć                   | 19-21 IX 1939              |

Dowódcy piechoty dywizyjnej
- płk piech. Franciszek Zieliński (25 VII 1921 – 18 V 1922 → dowódca 4 DP)
- płk piech. Ryszard Hausner[15] (do 31 XII 1922 → stan spoczynku)
- płk SG Henryk Bobkowski (III 1923 – 31 VII 1924 → I oficer sztabu Inspektora Armii Nr III w Toruniu)
- płk SG Stanisław Sołłohub-Dowoyno (X 1924 – III 1927 → dowódca 12 DP)
- płk piech. Bolesław Jatelnicki-Jacyna (III 1927 – III 1930)
- płk dypl. Romuald Wolikowski (III 1930 – 1937)
- płk dypl. piech. Zygmunt Durski-Trzasko (1937 – 24 X 1938 → pomocnik dowódcy OK IX)
- płk dypl. kaw. Antoni Durski-Trzaska (24 X 1938[k] – 28 III 1939)
- płk dypl. piech. Mieczysław Rawicz-Mysłowski (28 III – 3 IX 1939)
- płk dypl. piech. Tadeusz Lubicz-Niezabitowski (VI – 3 IX 1939)

Szefowie sztabu
- mjr SG Włodzimierz Tyszkiewicz (IV – VII 1919)
- mjr SG Stanisław Tarabanowicz (VII – 1 X 1919)
- kpt. SG Józef Zborzil (X 1919 – VII 1920)
- kpt. Juliusz Drapella (p.o. VII – IX 1920)
- mjr Karol Płoszajski (od 21 IX 1920)
- ppłk SG Stanisław Wieroński (XI 1920 – I 1921)
- mjr SG Tadeusz Szałowski (I – X 1921)
- mjr SG Wincenty Rudowicz (28 X 1921 – 28 X 1922)
- kpt. SG Jan Stanisław Jastrzębski (12 X 1922 – 12 X 1923)
- ppłk SG Leopold Müller (12 X 1923 – 30 VI 1925)
- mjr SG Mieczysław Witold Skulski (p.o. 14 VII – IX 1925)
- mjr SG Stanisław Krzysik (18 VI 1925[16] - 11 I 1926 → III referent w Inspektoracie Armii Nr III[17])
- mjr SG Alojzy Horak (II 1926 – 3 VIII 1927)
- kpt. dypl. art. Jerzy Suzin (3 VIII 1927 – 15 IX 1929 → staż w 20 puł[18])
- mjr / ppłk dypl. piech. Franciszek Tomsa-Zapolski (1 IX 1929[19] – VIII 1931 → zastępca dowódcy 64 pp[20])
- mjr dypl. piech. Jan Zygmunt Berek (1 IX 1931[21] – XI 1934 → dowódca 1 bs)
- mjr dypl. piech. Romuald Sidorski (XI 1934 – VIII 1935 → dowódca III/32 pp[22])
- mjr dypl. piech. Kazimierz Zboiński (VIII 1935[23] – 1938 → dowódca I/2 psp)
- ppłk dypl. Albin Julian Leszczyński (1938 – VIII 1939 → szef sztabu GO „Wschód”)
- kpt. dypl. Włodzimierz Macharadze (VIII – †12 IX 1939 Głowno)
- kpt. dypl. art. Jan Józef Pękalski (13 – †19 IX 1939 Śladów)

### Obsada personalna w marcu 1939 roku
Ostatnia „pokojowa” obsada personalna dowództwa dywizji:[wymaga weryfikacji?]
- dowódca dywizji – gen. bryg. Mikołaj Bołtuć
- I dowódca piechoty dywizyjnej – płk dypl. kaw. Antoni  Durski-Trzasko
- szef sztabu – ppłk dypl. Albin Julian Leszczyński
- I oficer sztabu – kpt. dypl. Stanisław Andrzej Rozwadowski
- I oficer sztabu (dubler) – kpt dypl. art kontr. Łado Macharadze
- II oficer sztabu – kpt. adm. (art.) Czesław Leon Antoni Przybylski
- komendant rejonu PW konnego – mjr kaw. Franciszek Cymerman
- dowódca łączności – mjr łączn. Aleksander Emmerling
- oficer taborowy – kpt tab.Wacław I Wodziński
- oficer intendentury – kpt. int. Stanisław II Kulpa